# Sambusita
Sambusita è una frazione del comune bergamasco di Algua. La frazione di Sambusita, con quella di Rigosa, è posta sul versante destro del torrente Serina, dove scende il torrente Ambriola sull'antica via, poi asfaltata, che conduce a Selvino.

## Storia
Il territorio dove è posta la frazione anticamente veniva indicato come la Costa. Sambusita era, nei primi secoli del Millennio, la curtis episcopale cioè gestita da persone di fiducia del vescovo di Bergamo. Un atto notarile di concessione del censo redatto il 17 maggio 1186 dal notaio Ottobono del vescovo Guala citava: “…vicino set circunvicinos, scilicet illos de vicinatia Bracha et de Cosata et de Sambuxeta et de Leverne…” . Dalla documentazione conservata negli archivi della diocesi risulta che il presbitero l'ecclesie di san Pietro aveva un presbitero nominato direttamente dalla curia di Bergamo e che doveva versare un censo alla curia romana. Solo dal 1260 ebbe il permesso di trattenere una parte delle offerte che gli desse sussistenza.
La frazione di Sambusita venne citata nel 1210 come comune, questa parte dell'alta Val Brembana era infatti già molto conosciuta perché luogo di passaggio per i mercanti verso Dossena, e per chi doveva salire verso Selvino e poi raggiungere la città di Bergamo. 
La località di Sambusita nel 1331, secondo lo statuto di Bergamo, faceva parte della porta San Lorenzo, e dopo il 1428 durante la repubblica di Venezia faceva comune amministrata da un console e due sindaci. Secondo la relazione di Giovanni Da Lezze alla fine del Cinquecento aveva 35 famiglie per un totale di 133 abitanti.Giovanni Maironi da Ponte nel 1776 ne indicava la presenta di 150 abitanti.
Il comune fu unito con il cantone di Zogno nel 1797 e nel 1798 con l'allora comune di Rigosa. Nel 1810, quanto la località contava 137 abitanti con decreto del 31 marzo 1809, fu aggregato a Costa di Serina unitamente a quello di Rigosa. 
Nella località è citata la presenza di una chiesa già dal XIII secolo dedicata a San Pietro Apostolo nell'elenco delle chiese voluta dalla santa Sede nel 1260 che avevano obbligo di censo. La chiesa posta sopra un'altura risulta essere parrocchia nel 1464 dopo lo smembramento da quello di Rigosa. Il toponimo deriva dalla termine dialettale sambuc riferito alla pianta del sambuco.

## Leggende e tradizioni
Anticamente la località viveva di pastorizia e dello sfruttamento boschivo. Si narra una leggenda. Il territorio era abitato da animali servatici, lupi e orsi che non solo razziavano il bestiame ma erano pericolosi anche per i locali. Successi che qualcuno raccontò agli abitanti che in un paese della provincia cuneese che soffriva della medesima situazione. La zona era stata liberata dagli animali selvatici grazie alla devozione a sant'Alessandro. Fu così che ebbe inizio la devozione al santo di Bergamo. Come forma di ringraziamento ogni anno, nel primo venerdì dopo la festa dell'Ascensione,  gli abitanti della frazione si recavano alla basilica alessandrina cittadina a ringraziare offrendo formaggi e frutti del loro lavoro.